# Wowaka
Wowaka (стилізовано як wowaka, яп. ヲワカ ; 4 листопада 1987 року – 5 квітня 2019 року), також відомий як Genjitsutouhi-P (現実逃避P) — японський музикант та співак гурту hitorie. Він отримав міжнародне визнання за свою музичну творчість у Vocaloid індустрії.
Wowaka розпочав свою кар'єру у 2009 році, дебютувавши з піснею In the Gray Zone (яп. グレーゾーンにて。). Пізніше, у 2011 році, він став співзасновником лейбла Balloom, і того ж року випустив свій дебютний альбом Unhappy Refrain, який посів 6 місце в Oricon Charts і став впливовим для Vocaloid індустрії. Після цього wowaka створив групу hitorie і продовжував працювати в ній до кінця своєї кар'єри.
5 квітня 2019 року у віці 31 року музикант помер від серцевої недостатності.

## Раннє життя
Wowaka народився 4 листопада 1987 року у префектурі Каґосіма, Японія. Ще в середній школі він зацікавився рок-групами. У старшій школі та коледжі брав участь у гуртах як гітарист. Під час навчання в Токійському університеті wowaka був лідером музичного клубу «Toudai Onkan» (東大音感).

## Кар'єра
Вперше wowaka познайомився з вокалоїдами у грудні 2008 року, послухавши пісню livetune «Last Night, Good Night». Він був вражений, що пісня була роботою однієї людини. У квітні 2009 року музикант покинув свій гурт і почав створювати Vocaloid музику, використовуючи Хацуне Міку. Wowaka розпочав музичну кар'єру в травні 2009 року, завантаживши пісню In the Gray Zone (яп. グレーゾーンにて。) на японський відеохостинг Nico Nico Douga. У відео він використав свій власний малюнок без ілюстрацій персонажів Vocaloid, і, для послідовності, музикант зберіг цей стиль у всіх своїх подальших Vocaloid роботах.
Пісні wowaka, опубліковані на Niconico, характеризуються незрозумілими текстами, що зображують думки молодих жінок у швидких мелодіях. Він став відомим під ім'ям «Genjitsutouhi-P» після того, як написав фразу «Втеча від реальності, як приємно!» (яп. 現実逃避って、いいよね！) у кількох описах до відео. Його роботи здобули особливо велику популярність на Nico Nico Douga. Після випуску власного альбому він разом з іншими музикантами, популярними на Nico Nico Douga, допоміг заснувати незалежний лейбл Balloom.
18 травня 2011 року wowaka випустив свій дебютний студійний альбом Unhappy Refrain (яп. アンハッピーリフレイン) під цим лейблом. Альбом вважається класикою музичної індустрії Vocaloid. Треки, серед яких «Two-faced Lovers», «World's End Dancehall», «Rolling Girl» і «Unhappy Refrain», стали культовими. Після цього wowaka був композитором і автором слів синглу And I'm Home, що використали як одну з фінальних тем в аніме-серіалі 2011 року Puella Magi Madoka Magica.
Того ж року приєднався до рок-гурту hitorie як вокаліст і гітарист. Група випустила свій дебютний альбом Room Sick Girls Escape (яп. ルームシック・ガールズエスケープ) у 2012 році.
22 серпня 2017 року wowaka випустив свою останню Vocaloid пісню під назвою Unknown Mother Goose (яп. アンノウン・マザーグース) після шести років з моменту його попередніх Vocaloid робіт. Пісня була створена для альбому Re:Start в честь 10-річчя Хацуне Міку. В одному з інтерв'ю музикант подякував Хацуне Міку за те, що вона надихнула його на створення музики.